# Coupe du Kazakhstan de football 1994
Navigation
Édition précédente Édition suivante
La Coupe du Kazakhstan 1994 est la 3e édition de la Coupe du Kazakhstan depuis l'indépendance du pays. Elle prend place du 31 mai au 7 novembre 1994.
Cette édition concerne en tout 27 équipes. Cela inclut les seize clubs de la première division 1994 auxquels s'ajoutent onze participants de la deuxième division.
La compétition est remportée par le Vostok Öskemen qui s'impose en finale contre l'Aktioubinets Aktobe pour remporter sa première coupe nationale. Ce succès permet au Vostok de se qualifier pour la Coupe d'Asie des vainqueurs de coupe 1995 ainsi que pour l'édition 1995 de la Supercoupe du Kazakhstan.

## Premier tour
Cette phase concerne seulement vingt-deux équipes, les cinq autres participants passant directement au tour suivant. Les matchs aller sont joués entre le 31 mai et le 17 juillet 1994 et les matchs retour entre le 1er juin et le 21 juillet suivants.
| Club                        | Score   | Club                         | Aller   | Retour        |
| --------------------------- | ------- | ---------------------------- | ------- | ------------- |
| Kaynar Taldykourgan (D2)    | 2 - 3   | (D2) Karachaganak Aksay (en) | 2 - 0   | 0 - 3 Forfait |
| Jiger Chimkent (ru) (D1)    | 11 - 3  | (D2) Iesil Akmola            | 10 - 1  | 1 - 2         |
| Ielimaï Semeï (D1)          | 3E - 3  | (D1) Taraz Djamboul          | 1 - 0   | 2 - 3         |
| Aktioubinets Aktobe (D1)    | 3 - 1   | (D1) Kaïrat Almaty           | 1 - 0   | 2 - 1         |
| Batyr Ekibastouz (D1)       | 2 - 4   | (D1) Khimik Kostanaï         | 1 - 2   | 1 - 2         |
| Iassi Turkestan (en) (D1)   | 4 - 1   | (D2) Jalyne Chimkent         | 3 - 0   | 1 - 1         |
| Gorniak Khromtaou (en) (D1) | 3 - 2   | (D2) FK Kökşetaw             | 2 - 0   | 1 - 2         |
| Ferro Aktobe (D2)           | 4 - 6   | (D2) Mounaïshi Aqtaw         | 2 - 2   | 2 - 4         |
| Chakhtior Karagandy (D1)    | Forfait | (D2) Aksou Aksoukent         | Forfait | Forfait       |
| Namys Almaty (D2)           | Forfait | (D2) Kaysar Kyzylorda        | Forfait | Forfait       |
| Bolat Temirtaw (en) (D1)    | Forfait | (D1) Tsesna Akmola           | Forfait | Forfait       |

## Huitièmes de finale
Les matchs aller sont joués les 1er et le 3 août 1994  et les matchs retour entre le 4 août et le 20 septembre suivants.
| Club                         | Score   | Club                       | Aller   | Retour        |
| ---------------------------- | ------- | -------------------------- | ------- | ------------- |
| Jiger Chimkent (ru) (D1)     | 3 - 0   | (D1) Ielimaï Semeï         | 2 - 0   | 1 - 0         |
| Aktioubinets Aktobe (D1)     | 2 - 1   | (D1) Khimik Kostanaï       | 5 - 1   | 2 - 1         |
| Iassi Turkestan (en) (D1)    | 6 - 2   | (D1) Ielimaï Semeï         | 3 - 0   | 3 - 2         |
| Bolat Temirtaw (en) (D1)     | 2 - 5   | (D2) Mounaïshi Aqtaw       | 2 - 2   | 0 - 3 Forfait |
| Ansat Pavlodar (D1)          | Forfait | (D2) Ienbek Jezqazğan (en) | Forfait | Forfait       |
| Chakhtior Karagandy (D1)     | Forfait | (D2) Namys Almaty          | Forfait | Forfait       |
| SKIF-Ordabasy (D1)           | Forfait | (D1) Ouralets Oural        | Forfait | Forfait       |
| Karachaganak Aksay (en) (D2) | Forfait | (D1) Vostok Öskemen        | Forfait | Forfait       |

## Quarts de finale
Les matchs aller sont joués entre le 21 septembre et le 21 octobre 1994 et les matchs retour entre le 11 et le 22 octobre suivants.
| Club                      | Score | Club                     | Aller | Retour        |
| ------------------------- | ----- | ------------------------ | ----- | ------------- |
| Ansat Pavlodar (D1)       | 0 - 3 | (D1) Vostok Öskemen      | 0 - 0 | 0 - 3         |
| Jiger Chimkent (ru) (D1)  | 0 - 1 | (D1) Chakhtior Karagandy | 0 - 1 | 0 - 0         |
| Aktioubinets Aktobe (D1)  | 4 - 3 | (D1) SKIF-Ordabasy       | 3 - 1 | 1 - 2         |
| Iassi Turkestan (en) (D1) | 3 - 6 | (D2) Mounaïshi Aqtaw     | 3 - 3 | 0 - 3 Forfait |

## Demi-finales
Les matchs aller sont joués le 29 octobre 1994 et les matchs retour le 3 novembre suivant.
| Club                     | Score | Club                     | Aller | Retour |
| ------------------------ | ----- | ------------------------ | ----- | ------ |
| Vostok Öskemen (D1)      | 3 - 2 | (D1) Chakhtior Karagandy | 1 - 1 | 2 - 1  |
| Aktioubinets Aktobe (D1) | 7 - 0 | (D2) Mounaïshi Aqtaw     | 3 - 0 | 4 - 0  |

## Finale
Cette finale oppose le Vostok Öskemen à l'Aktioubinets Aktobe. Les deux équipes disputent à cette occasion leur première finale de coupe.
La rencontre est disputée le 7 novembre 1994 au stade central d'Almaty. Après une première mi-temps vierge en buts, il faut attendre la 73e minute pour voir Andreï Avdeïenko inscrire l'unique but du match pour donner l'avantage au Vostok, permettant au club de remporter sa première coupe nationale.
| Entraîneur :            |
| Sergueï Gorokhovodatski |

| Entraîneur :            |
| Vladimir Nikitenko (ru) |

| Entraîneur :            |
| Sergueï Gorokhovodatski |

| Entraîneur :            |
| Vladimir Nikitenko (ru) |